# Артюшевский, Ольгерд Петрович
Артюшевский Ольгерд Петрович (4 июня 1921, Койданово, Минский уезд — 12 ноября 1992, Кривой Рог, Днепропетровская область) — советский учёный-историк. Доктор исторических наук (1989), профессор (1991). Участник Великой Отечественной войны. 

## Биография
Родился 4 июня 1921 года в местечке Койданово Минского уезда.
В 1938 году поступил в Белорусский государственный университет на исторический факультет.
Участник Великой Отечественной войны, призван Пятигорским городским военным комиссариатом 29 июня 1941 года. В июне-ноябре 1941 года — курсант радиокурсов в Тбилиси. До февраля 1943 года — радист в Приморской армии, с февраля 1943 года — политрук стрелковой роты. В августе 1943 года получил ранение, лечился в госпитале. С ноября 1944 года воевал в составе 4-й воздушной армии. Освобождал Новороссийск и Керчь, воевал в Польше и Германии.
В 1946 году окончил Белорусский государственный университет. В 1946—1950 годах работал старшим научным сотрудником Ленинградского центрального исторического архива.
В 1950—1957 годах — директор Плещеницкой средней школы (Минская область), в 1957—1959 годах — директор Плещеницкой школы-интерната, в 1959—1962 годах — заведующий Плещеницкого районного отдела народного образования.
В 1962—1968 годах — завуч, учитель Суворовской средней школы (Одесская область), в 1968—1976 годах — директор Муравлёвской средней школы (Одесская область).
В 1976—1992 годах — в Криворожском педагогическом институте: старший преподаватель, заведующий кафедрой марксизма-ленинизма, доцент кафедры истории КПСС, профессор кафедры политической истории.
Умер 12 ноября 1992 года в городе Кривой Рог после тяжёлой болезни.

## Научная деятельность
Специалист в области истории взаимоотношений восточнославянских народов. Автор более 25 научных работ.

### Научные труды
- У лясах, авеянных паверьямі. Гістарычны нарыс / Плещеницы, 1970 (бел.);
- Антифеодальное движение в Белоруссии в период русско-польской войны 1654—1667 гг. / Минск, 1975;
- З історії спільної антифеодальної боротьби трудящих мас Росії, України і Білорусії в середині XVII ст. / УІЖ, 1980. — № 2. — С. 105—109;
- Совместная антикрепостническая борьба трудящихся масс России, Украины и Белоруссии. Вторая половина XVI ст. — 60-е годы XVII ст. / Киев: Вища школа, 1987. — 154 с.;
- Истоки национального единства братских народов: методические рекомендации / Кривой Рог, 1989;
- Запорожское казачество (к 500-летию образования): методические рекомендации / Кривой Рог, 1990. — 34 с.

## Награды
- Медаль «За оборону Кавказа» (22 сентября 1944)[2];
- Медаль «За боевые заслуги» (30 апреля 1945)[3];
- Медаль «За победу над Германией в Великой Отечественной войне 1941—1945 гг.»[2];
- Орден Отечественной войны 1-й степени (6 апреля 1985)[4];
- Медаль Макаренко[5].